# Reinhold Rademacher

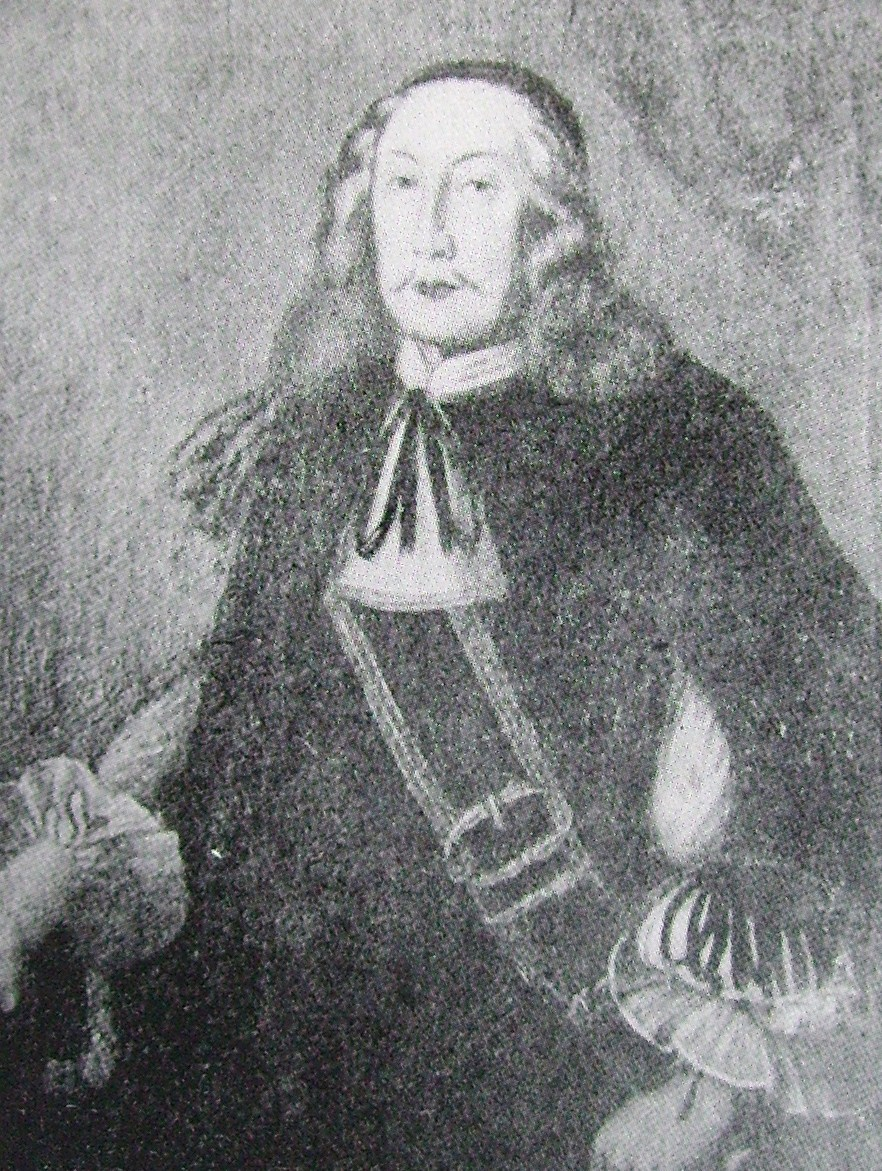
Reinhold Rademacher.

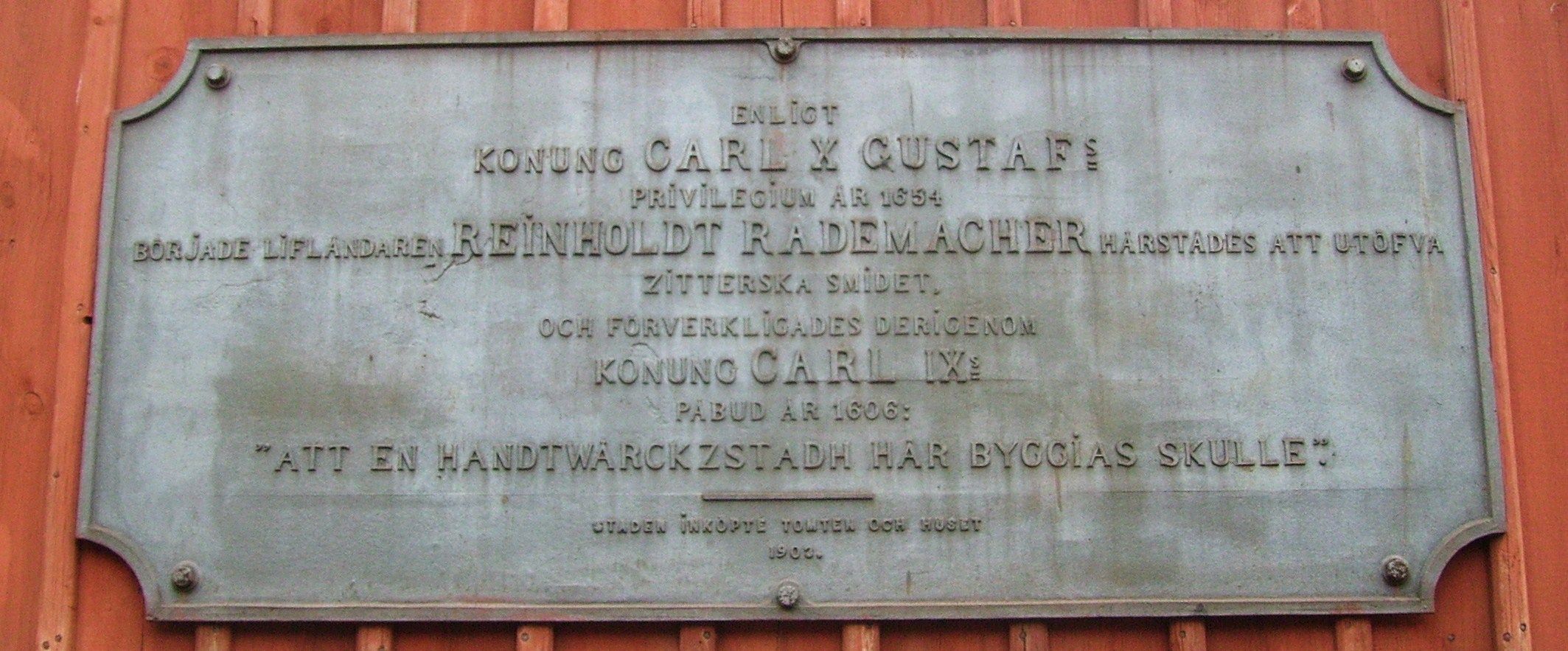
Skylt vid Rademachersmedjorna i Eskilstuna. År 1606 kom Karl IX:s påbud "att en handtwärckzstadh här byggias skulle".

Reinhold Rademacher, född 1609, död 4 januari 1668, var en industriman från Riga i dåvarande svenska Livland, förmodligen av nederländsk börd. Omkring år 1654 inkallades Rademacher till Sverige av Karl X Gustav. Han anses ha grundlagt Eskilstunasmidets höga anseende och gett namn åt Rademachersmedjorna i Eskilstuna eller, som staden då hette, Carl Gustafs stad.
Rademacher fick privilegier för framställning av smiden och metallvaror, samtidigt som han förband sig att med hjälp av monopol och tullfrihet, både vid import av råmetall och vid export av färdigvaror, producera en serie manufakturvaror. De första smedjorna stod färdiga 1659 och utgjorde en del av Carl Gustavs stads bruk, som var anlagt och uppkallat av Karl X Gustav. 
Hans privilegier var personliga och arbetarna var i det närmaste livegna. Trots att Rademacher lyckades förbättra metallmanufakturen och skapa grunden för ett slags massproduktion hämmade hans vittgående rättigheter utvecklingen. I hemlighet etablerade smederna därför en slags parallell marknad där de sålde produkter till privata uppköpare. 
Rademacher blev 59 år gammal och ligger begraven i Torshälla kyrka.

## Biografi

### Borgare och köpman i Riga
Reinhold Rademacher var borgare och köpman i Riga. Han benämns även Rademacher van Zittern och han kan ha varit av tysk eller holländsk härkomst. Som köpman i Riga bedrev han handel med bland annat Ryssland. Han begärde att få införa järnmanufakturer till Sverige - troligen runt 1651. I februari 1652 var i princip Kungl. Maj:t och Kommerskollegium positiva till förslaget. Hans fiender i Riga var motståndare till hans idé att anlägga en manufaktur i Livland. Innan privilegier för Rademachers verksamhet hann utfärdas begärde han i november 1653 att få understöd för att grunda manufakturer på Gotland istället. I mellersta Livland kunde han då även tänka sig att anlägga en mindre fabrik i Wolmar (Valmiera), men om Kungl. Maj:t dröjde med att ta ställning till hans förslag övervägde han att flytta till Polen.

### Privilegiebrevet 1654
Den 21 juli 1654 erhöll han privilegiebrev för dels en finsmidesmanufakturanläggning i Kirkholm (Salaspils) söder om Riga i Livland, dels för överflyttning av anläggningen till Eskilstuna. Från 1656 anlade han och förestod manufaktur i Carl Gustafs stad (Eskilstuna). De båda breven stöddes av generalguvernören Magnus Gabriel De la Gardie. En stor grupp utländska smeder anlände följande vår till Kirkholm. I juni 1656 hade kriget med Ryssland börjat och det var troligen på grund av detta som verksamheten flyttades. Samma sommar anlände 40 smedsmästare och deras familjer till Eskilstuna, där Daniel Bengtsson Uttermark, som var ståthållare i Livgedinget hade förberett ankomsten. Rademacher tillförsäkrades gårdsrum enligt ett kungligt brev. Det rörde sig om tomter, 20 hemman, totalt 16 mantal, och 100 soldater. Tidigare hade han fått tullfrihet på införsel av vissa kvantiteter av koppar och järn. Rademacher och hans änka bebyggde två av hemmanen, Gunnarskäl säteri i Tumbo socken väster om Torshälla och Spånga gård i Ärla socken, sydost om Eskilstuna, som säterier och huvudgårdar för förläningens två delar.
År 1656 anlade Rademacher ett manufakturverk i anslutning till gevärsfaktoriet i Eskilstuna, Carl Gustafs stads gevärsfaktori. Där utrustades hans manufakturverk med vidsträckta privilegier och förmåner.
Han fick privilegier för framställning av smiden och metallvaror, samtidigt som han förband sig att med hjälp av monopol och tullfrihet både vid import av råmetall och vid export av färdigvaror, producera en serie manufakturvaror av järn, koppar och mässing, som knivar, saxar, synålar, lås, spik, tänger, hammare, pistolpipor och bössor, järn- och mässingstråd, beslag och smidesstäd. De första smedjorna stod färdiga 1659 och utgjorde en del av Carl Gustafs stads bruk, som var anlagt och uppkallat av Karl X Gustav. 
Till Eskilstuna förde han med sig ett tjugotal utländska mästersmeder. Arbetarna rekryterades i övrigt till en början från armén. Arbetsfrågan var länge ett stort problem. Att få de utländska arbetarna att trivas visade sig vara svårt. Men myndigheterna gjorde vad de kunde för att hålla dem på gott humör. För att hindra arbetarna från att fly utfärdade man drastiska bestämmelser.
Hans privilegier var personliga och arbetarna var i det närmaste livegna. Trots att Rademacher lyckades förbättra metallmanufakturen och skapa grunden för ett slags massproduktion hämmade hans vittgående rättigheter utvecklingen. Utom föreståndarens räckhåll etablerade smederna därför en slags parallell marknad där de sålde produkterna till privata uppköpare. Efter Rademachers död 1668 övergick faktoriet i privat ägo. Manufakturverksamheten bröts ut ur staden vid mitten av 1700-talet och drevs vidare under namnet Carl Gustafs stad, varvid staden återfick det gamla namnet Eskilstuna. 
Av de anställda vid manufakturverket fanns vid Rademachers död 1668 bland annat tolv spiksmeder, fyra bössmeder, sex nålmakare, en sylsmed, en sporrmakare, tre knivsmeder och tolv låssmeder. Hela manufakturen bestod av ett antal fristående smedjor och tillverkningen var på intet sätt mekaniserad. Skillnaden mot bondesmidet var framför allt den större specialiseringen.

### Jean de la Vallée smedjor och stadsplan

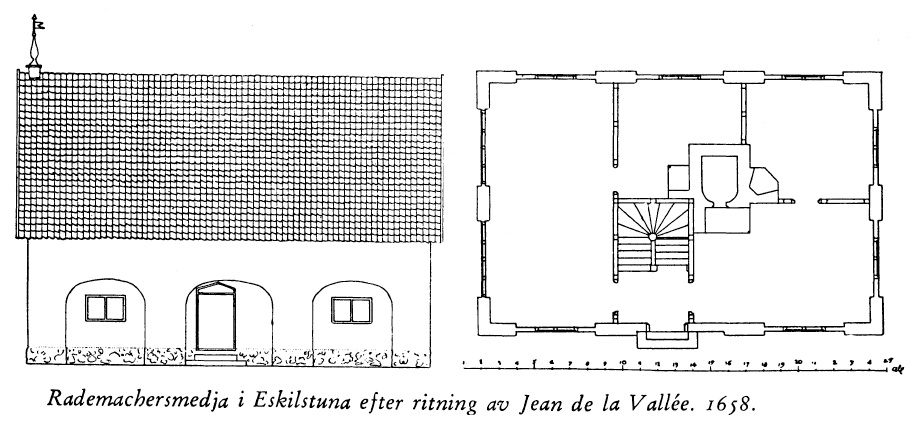
Rademachersmedja i Eskilstuna efter ritning av Jean de la Vallée (1624-1696), 1658.

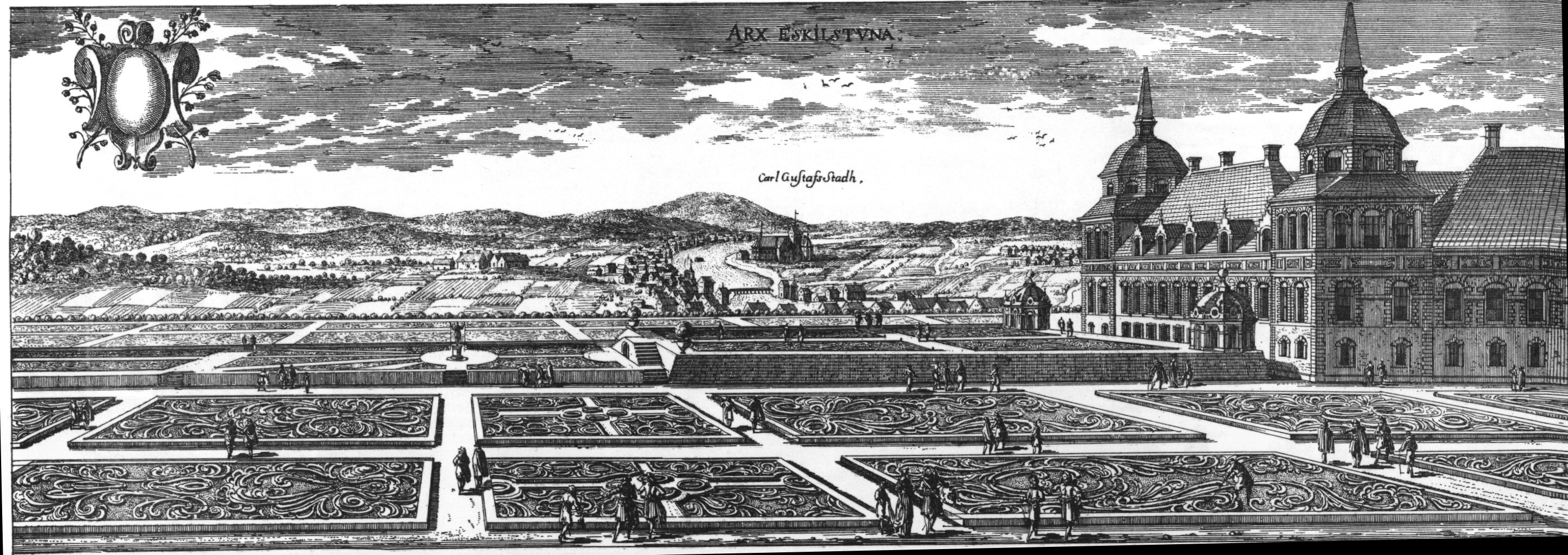
Eskilstunahus slott med trädgårdar i slutet av 1600-talet i Suecia Antiqua et Hodierna. Hantverksstaden skulle ligga i anslutning till Eskilstunahus slott, enligt Jean de la Vallées stadsplan. Men den storslagna planen blev dock aldrig fullbordad.

Arkitekten Jean de la Vallée (1624-1696) upprättade den 28 mars 1658 ett stadsplaneförslag för bebyggelsen som angav plats åt 120 smedjor. I ett kungligt brev den 15 maj 1658 gavs ytterligare förmåner, och den 25 oktober 1659 erhöll Eskilstuna egen jurisdiktion och kom då att kallas Carl Gustafs stad. Som delägare i företaget nämns Rademachers svärson handelsmannen Reinhold Poort. Reinhold Poort var gift med Rademachers yngsta dotter Anna Rademacher. Reinhold Rademachers anläggning med manufakturverk döptes till Karl Gustafs stads manufakturverk. Jean de la Vallées storslagna stadsplan för Eskilstuna blev dock aldrig fullbordad. Hantverksstaden skulle ligga i anslutning till ett kungligt slott, Eskilstunahus slott, med tillhörande slottspark. Det skulle vara vinkelräta gator och likformiga hus och kvarter.
Rademacher hade för avsikt att framställa all slags smide i järn, koppar och mässing. Rörande sina produkter fick han i gengäld 20 års ensamprivilegium för hela riket, med undantag för vapensmide. Smederna i verket fick endast leverera sina varor till Rademacher och de arbetade enligt förlagssystemet. Ett förlagssystem inom järnhandeln i Sverige på 1700-talet gällde tillgång på rörelsekapital som användes inom handeln med järn. Genom köp på "förlag" kunde en uppköpare från till exempel England betala förskott på varor till ett handelshus i Stockholm som i sin tur förskotterade ägaren till ett järnbruk. Bruksägaren fick på det sättet pengar till framställningen av järnet. Skuldsättning uppstod om järnbruket inte leverera beställd volym järn. Det kunde i många fall hända att bruket då övertogs av handelshuset. Rademachers anläggning liknades vid en hantvekarkoloni under enhetlig teknisk och finansiell ledning.
Över sina anställda hade Rademacher stora befogenheter. Han hade bland annat rätt att bestraffa och en specialdomstol inrättades också för enklare mål. Directorn, det vill säga Rademacher själv, hade säte domstolen. För det så kallade zitterska smidet uppmuntrades han att införskaffa tyska smeder. En tysk församling bildades redan 1658 och denna varade till 1741. Klensmedsämbetet bildades 1666, det var ett skrå för smederna. Man kunde till stor del realisera det tillverkningsprogram som man hade skisserat i privilegierna. Det var en bred produktion som smidet omfattade, man tillverkade hamrar, filar, tänger, saxar, knivar, synålar, spikar, skruvar, sporrar, ljusstakar, dörr- och fönsterjärn med mera. Tillkomsten av ett brännstålsbruk var en förutsättning för detta. Det var det andra i sitt slag i landet. Eftersom herresäten byggdes i landet i en utsträckning som inte skett tidigare syntes avsättningen lovande.
För Rademacher gällde det också att skapa en skicklig inhemsk arbetarstam som tog lärdom av den från utlandet importerade arbetskraften. Men Rademacher stötte på stora svårigheter. Han förlorade en del av sin ensamrätt till finsmide och det var många arbetare och lärpojkar som rymde. Det var problem med avsättningen och Rademacher klagade på råvaru- och livsmedelspriserna. Han hade bara erhållit 20 av de 120 utlovade smedjorna och flera av de donerade hemmanen var ödegårdar. Rademacher beklagade att han lämnat Livland. Hans förhållande till smeder och annan personal gav upphov till svåra tvister, såsom beträffande tolkningen av anställningskontrakten. År 1662 utsåg Kungl. Maj:t en särskild kommission under ledning av riksrådet Göran Fleming som undersökte förhållandena.
Ekonomin blev alltmer ansträngd mot slutet av Rademachers levnad, trots att företaget 1663–1669 erhöll anslag över riksstaten. I Stockholm banco, Palmstruchska banken, måste lån tas. Ett förslag om hur verksamheten vid anläggningen skulle kunna göras om, insände Rademacher 1667 till Kommerskollegium. Förslagen innebar bland annat att han avstod från vissa av sina privilegier. Detta skulle till viss del öka hantverkarnas frihet. Rademacher avled innan beslut angående detta tagits.

## Familj

### Hustrun Maria Wittmacher
Reinhold Rademacher gifte sig med Maria Wittmacher (död före 6 oktober 1687), dotter till borgaren och köpmannen Reinhold Wittmacher von Ermond och Anna Bjelska. De blev föräldrar till döttrarna Dorothea Rademacher och Anna Rademacher.

### Svågern Johan Palmstruch

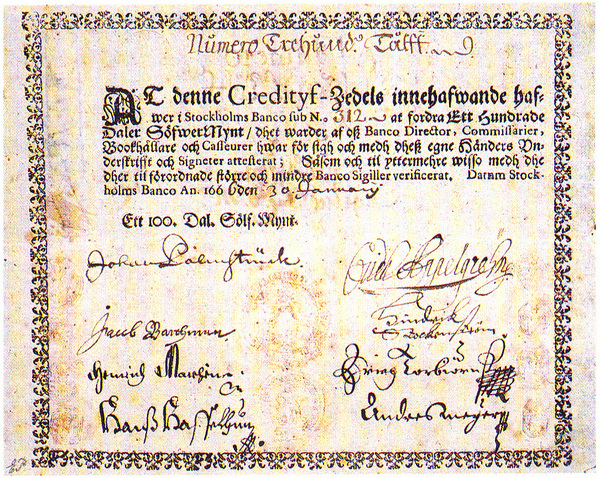
Svensk kreditsedel från Palmstruchska banken från 1666. Grundaren av banken, Johan Palmstruch, var Reinhold Rademachers svåger, bror till hans hustru Maria Wittmacher.

Maria Wittmachers far, Reinhold Wittmacher von Ermond, var av holländsk härkomst, men var verksam i Riga och hade bland andra Gustav II Adolf och svenska staten som kunder, och lånade ut stora summor till dem. Hennes bror var Johan Palmstruch (1611-1671), som var Sveriges första bankdirektör. Johan Palmstruch var således Reinhold Rademachers svåger och han grundade 1656 Sveriges första bank, Stockholms Banco eller Palmstruchska banken med Karl X Gustavs tillstånd. Tanken var att banken skulle fungera som en statlig inrättning för att dra åt sig kapital, exempelvis genom utgivning av kreditsedlar. Palmstruchska banken ombildades senare till Riksbanken, världens äldsta centralbank. Johan Palmstruch kallas även för "det svenska bankväsendets grundare".
Släkten Wittmacher stammade ursprungligen från Holland och i Sverige bar släkten namnet Palmstruch, som var en svensk adlig ätt. Palmstruch hade liksom Reinhold Rademacher kommit över från Livland till Sverige. Släkten kom till Sverige via Livland med tre bröder, som adlades 1651. Ätten utslocknade 1871. Några andra av släktens kända medlemmar är Georg Reinhold Palmstruch (1645-1712) och Johan Wilhelm Palmstruch (1770-1811).

### Dottern Dorothea Rademacher
Dottern Dorothea Rademacher gifte sig med manufakturisten Herman Dassau, född 1645 i Lübeck, död 5 december 1714 i Torshälla socken. Herman Dassau var son till köpmannen Hans Dassouw. Han förekommer första gången i svenska källor 1666, då han förde svärfadern Reinhold Rademachers talan inför Kommerskollegium och inkom möjligen till Sverige tillsammans med honom. Troligen hade han före sin tid i Sverige varit bosatt i Riga, då han i flera källor anges komma därifrån trots att han var född i Lübeck. Han ska, enligt uppgift, sedan barndomen haft inblick i järnbruksnäringen. Sin första tid i Sverige kom han dock att ägna sig åt import, först som anställd hos sin svåger Stockholmsköpmannen Reinhold Poort, från 1680 som borgare i Stockholm med egen grosshandel.

### Dottern Anna Rademacher
Den andra dottern, Anna Rademacher, gifte sig med handelsmannen Reinhold Poort. Stockholmsköpmannen Reinhold Poort var en tid anställd hos sin svåger, Herman Dassau, som var gift med systern Dorothea. Anna och Reinhold Poorts dotter Maria Poort (född omkring 1660, levde ännu 1721) gifte sig 1680 med Johan Joel Apiarie född 1650 i Heidelberg, död 1699 i Stockholm, son till geheimerådet hos kurfursten av Pfalz N.N. Apiarius, av den gamla adliga ätten Bienenfeld, och som var sekreterare i amiralitetskollegium samt justitierevisions- och hovrättsadvokat i Stockholm. Johan Joel Apiarius, som var av den adliga ätten Palmhielm nr 1552, inkom till Sverige före 1680, han var först sekreterare i amiralitetskollegium, sedan justitierevisions- och hovrättsadvokat i Stockholm.

## Bruket efter Rademachers död
Reinhold Rademacher avled den 4 januari 1668 och ligger begraven i Torshälla kyrka. Efter hans död ledde hans maka Maria Wittmacher företagsdriften till sin död 1687 och vid sin sida hade hon sonen Martin Rademacher och dottern Annas make Reinhold Poort vid sin sida. Den allmänna depressionen genom kriget mot Danmark 1675-1679 bidrog till att besvärligheterna för manufakturverket fortsatte. Det var mot slutet av 1680-talet som den andra dotterns make, Dorothea Rademachers make Herman Dassau, tillträdde och drev verksamheten till 1722. Rademachers släktingar hade därefter inte längre någon befattning med manufakturverket.

## Grunden till en varaktig svensk näringsgren
Reinholds anläggning i Eskilstuna var under 1600-talet ett led i strävan att åstadkomma nya företagsformer, så kallade manufakturer. Målet med manufakturerna var att genom inhemsk produktion göra sig oberoende av import och i stället skapa exportmöjligheter. Enligt Svensk teknikhistoria blev det en "första rangens industrianläggning i 1600-talets Sverige". Rademacher blev "en av de få som verkligen lyckades lägga grunden till en varaktig svensk näringsgren", enligt nationalekonomen Eli Heckscher. Någon omfattande export förverkligades inte och det dåtida svenska samhället kunde inte integrera en järnförädlingsindustri av den storleksordning som Rademacher planerade. Produktionen motsvarades inte av behoven. Efter Rademachers död gick det allt sämre för verksamheten och faktoriet övergick i privat ägo.

## Rademachersmedjorna invigs som kulturreservat och industriminnesmärke

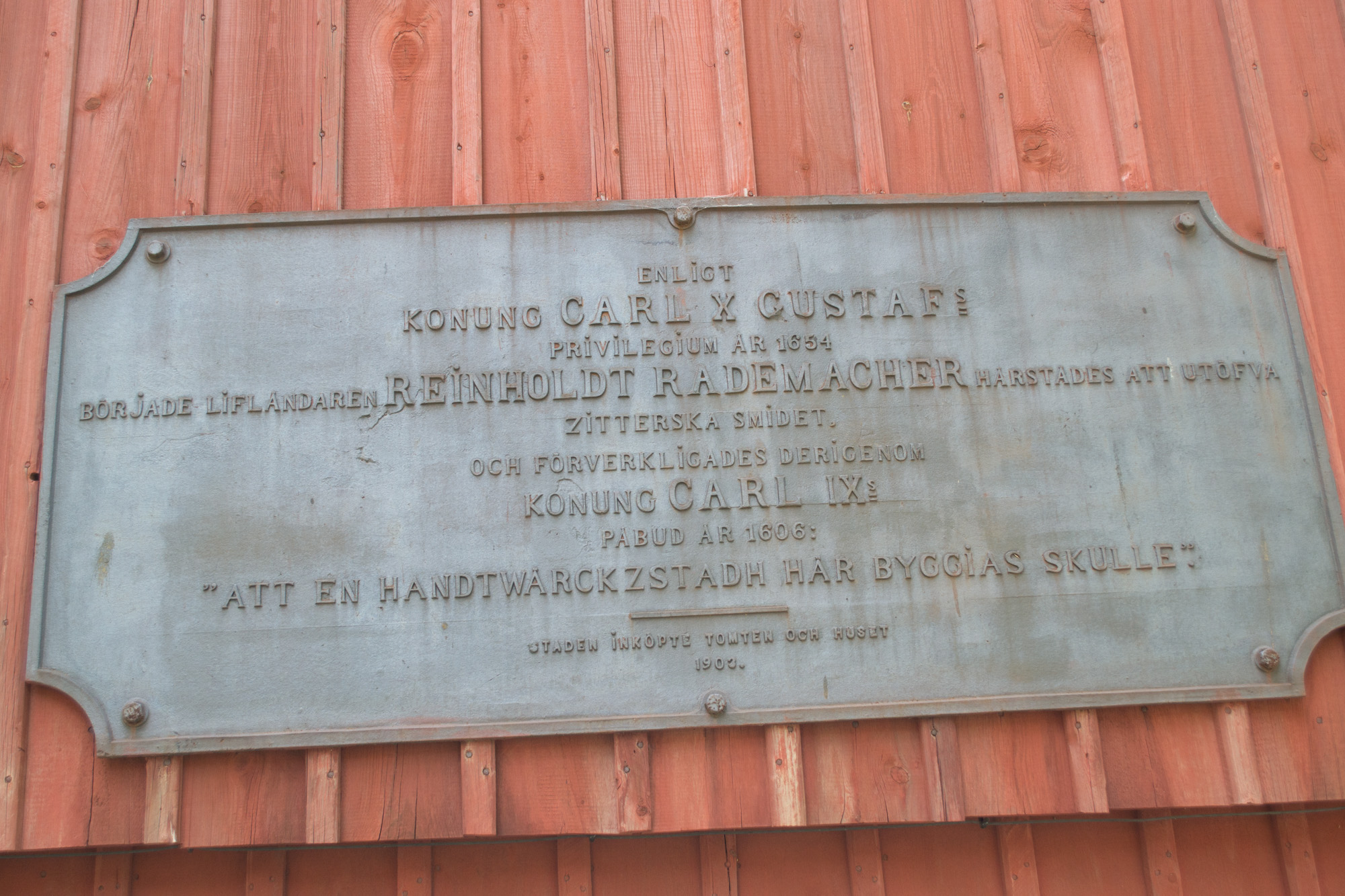
Skylt på väggen på en av smedjorna. "Enligt Konung Carl X Gustafs privilegium år 1654 …"

I Carl Gustavs Stad (Eskilstuna) inledde däremot Rademacher en finsmideshantering som skulle bli bestående. Då Carl Gustavfs stad (Eskilstuna) firade 300-årsjubileum 1959 invigdes de kvarvarande kronhusen, som från början hade använts som tyghus för militären, det vill säga som lager för garnisonens tygmateriel såsom kanoner och andra vapen, de kombinerade boningshusen och smedjorna, som ritades av Jean de la Vallée, som kulturreservat och som industriminnesmärke och fick benämningen Rademachersmedjorna.
Följande text finns på en skylt på en av smedjorna:
| ” | Enligt Konung Carl X Gustafs privilegium år 1654 började lifländaren Reinholdt Rademacher härstädes att utöfva Zitterska smidet och förverkligades derigenom Konung Carl IX:s påbud år 1606 att en handtwärckstadh här byggias skulle. | „ |